# Napoleon Games Cycling Cup 2017
De Napoleon Games Cycling Cup 2017 is de tweede editie van dit regelmatigheidscriterium in het Belgische wielrennen. In totaal worden er tien wedstrijden verenigd in één klassement. De eerste wedstrijd was Le Samyn op 1 maart, Binche-Chimay-Binche op 11 oktober was de laatste. De wedstrijden werden live uitgezonden op VTM,  RTBF en Eurosport.

## Uitslagen
| Datum        | Wedstrijd                    | Winnaar                  | Leider in het klassement | Leider ploegenklassement    |
| 1 maart      | Le Samyn                     | Guillaume Van Keirsbulck | Guillaume Van Keirsbulck | Team LottoNL-Jumbo          |
| 5 maart      | Dwars door West-Vlaanderen   | Jos van Emden            | Guillaume Van Keirsbulck | Roompot-Nederlandse Loterij |
| 17 maart     | Handzame Classic             | Kristoffer Halvorsen     | Guillaume Van Keirsbulck | Roompot-Nederlandse Loterij |
| 3 juni       | Heistse Pijl                 | Jasper De Buyst          | Jasper De Buyst          | Roompot-Nederlandse Loterij |
| 21 juni      | Halle-Ingooigem              | Arnaud Démare            | Kenny Dehaes             | Lotto Soudal                |
| 5 augustus   | Dwars door het Hageland      | Mathieu van der Poel     | Kenny Dehaes             | Roompot-Nederlandse Loterij |
| 20 augustus  | Grote Prijs Jef Scherens     | Timothy Dupont           | Kenny Dehaes             | Roompot-Nederlandse Loterij |
| 15 september | Kampioenschap van Vlaanderen | Fernando Gaviria         | Kenny Dehaes             | Roompot-Nederlandse Loterij |
| 1 oktober    | Eurométropole Tour           | Dan McLay                | Kenny Dehaes             | Roompot-Nederlandse Loterij |
| 3 oktober    | Binche-Chimay-Binche         | Jasper De Buyst          | Jasper De Buyst          |                             |

### Algemeen eindklassement
| Nr. | Wielrenner               | Ploeg                       | Punten |
| --- | ------------------------ | --------------------------- | ------ |
| 1   | Jasper De Buyst          | Lotto Soudal                | 86     |
| 2   | Kenny Dehaes             | Wanty-Groupe Gobert         | 68     |
| 3   | Guillaume Van Keirsbulck | Wanty-Groupe Gobert         | 44     |
| 4   | Timothy Dupont           | Veranda's Willems - Crelan  | 40     |
| 5   | Iljo Keisse              | Quick-Step Floors           | 32     |
| 6   | August Jensen            | Team Coop                   | 31     |
| 7   | Jos van Emden            | Team LottoNL-Jumbo          | 30     |
| 8   | Joeri Stallaert          | Cibel-Cebon                 | 30     |
| 9   | Amund Grøndahl Jansen    | Team LottoNL-Jumbo          | 27     |
| 10  | Jesper Asselman          | Roompot-Nederlandse Loterij | 27     |